# Kōhaku Uta Gassen
NHK Kōhaku Uta Gassen (NHK紅白歌合戦 (NHK Hồng Bạch Ca Hợp Chiến) Enueichikei Kōhaku Uta Gassen; "Trận chiến âm nhạc NHK giữa đội Đỏ và đội Trắng"), hay còn biết đến với tên ngắn gọn là Kōhaku, là một sự kiện chương trình truyền hình đặc biệt thường niên vào dịp giao thừa Tết dương lịch được sản xuất bởi đài truyền hình quốc gia Nhật Bản NHK. Chương trình được phát sóng đồng thời trên sóng truyền hình và phát thanh radio, trên toàn quốc và toàn cầu bởi hệ thống phát sóng NHK và các đài truyền hình nước ngoài khác đã mua bản quyền phát sóng. Trước khi chương tình bắt đầu phát sóng trên truyền hình vào cuối năm 1953, chương trình đã được tổ chức vào ngày 3 tháng 1 và chỉ có trên đài phát thanh radio.
Chương tình chia các nghệ sĩ âm nhạc nổi tiếng của năm vào hai đội Đỏ và đội Trắng để thi đấu với nhau. Đội Đỏ (akagumi (赤組, 紅組)) bao gồm tất cả các nghệ sĩ nữ (hoặc nhóm nhạc nữ), còn đội Trắng (shirogumi (白組)) bao gồm tất cả các nghệ sĩ nam (hoặc nhóm nhạc nam). Vào cuối chương trình, ban giám khảo và phiếu bầu của khán giả sẽ bình chọn đội nào thể hiện tốt hơn. Được trình diễn trên chương trình Kōhaku là vinh dự của các nghệ sĩ vì chỉ những nghệ sĩ có hoạt động thành công nhất của năm trong nền công nghiệp giải trí Nhật Bản mới được mời để biểu diễn. Hơn nữa, những màn trình diễn âm nhạc thực sự, trang phục, kiểu tóc, trang điểm, vũ đạo, và ánh sáng cũng rất quan trọng. Đến hiện tại, một buổi trình diễn trên sân khấu Kōhaku vẫn được xem là một điểm sáng rực rỡ trong sự nghiệp của nghệ sĩ vì chương trình được phủ sóng rộng khắp.

## Quy trình tuyển chọn
Các bài hát và trình diễn được tuyển chọn bởi một hội đồng thẩm định của NHK. Cơ sở lựa chọn là doanh thu bán đĩa và sự phù hợp với chủ đề của cuộc thi từng năm.
Bên cạnh đó, người dân được khảo sát về những ca sĩ nổi tiếng nhất và thể loại âm nhạc mà mọi người muốn nghe. Đó là lí do chương trình là sự tổng hợp của các thể loại nhạc và nghệ sĩ các thời đại.
Tuy nhiên, vẫn có những ngoại lệ trong quy trình tuyển chọn. Yamaguchi Momoe chọn hát ca khúc yêu thích của mình là "Hito Natsu no Keiken" (ひと夏の経験) với lời nhạc khêu gợi trong chương trình lần thứ 25 thay vì ca khúc được chọn bởi đài NHK.

## Sân khấu

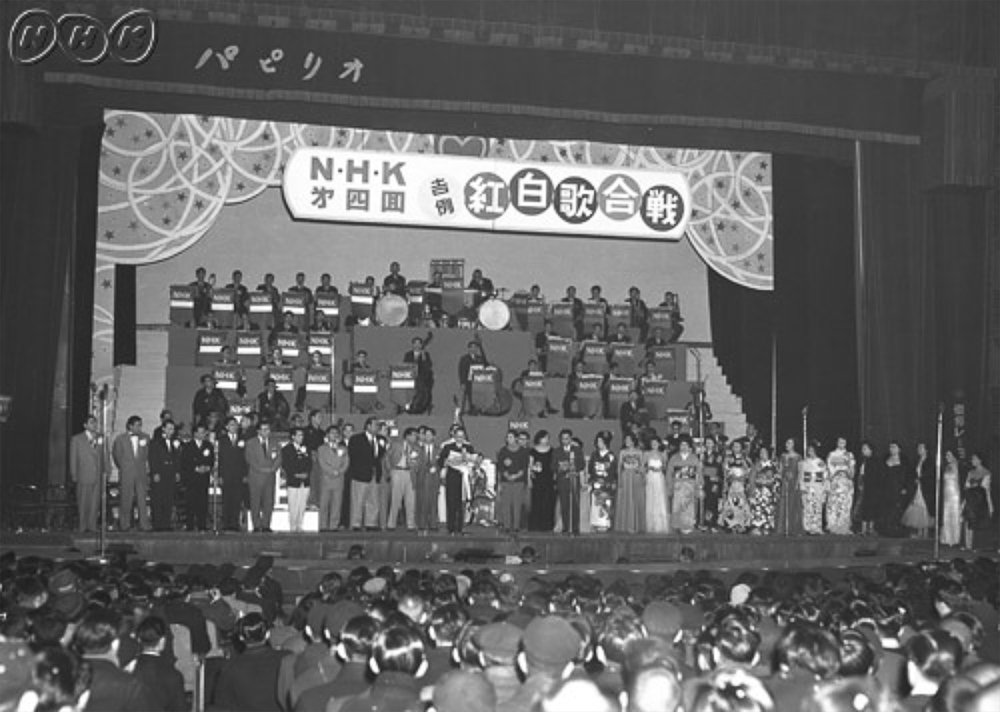
Những nghệ sĩ tham gia Kōhaku Uta Gassen lần thứ 4 (1953)

Trong chương trình đầu tiên được phát thanh trên sóng radio vào năm 1951, mỗi đội chỉ có khá ít nghệ sĩ tham gia trình diễn, và tất cả trình diễn trong tổng cộng 1 tiếng đồng hồ. Từ năm 1989, chương trình kéo dài ít nhất 4 tiếng cho cả hai đội, và mỗi đội có tối thiểu 25 nghệ sĩ tham gia trình diễn ca khúc của mình.
Vào cuối mỗi chương trình, khán giả và ban giám khảo—bao gồm những người nổi tiếng (không nhất thiết liên quan tới ngành công nghiệp âm nhạc) —bầu chọn để tìm ra đội chiến thắng. Trong quá khứ, phiếu bầu của khán giả tính cả khán giả tại trường quay, họ có thể bầu cho cả hai đội (NHK Hall, trường quay tổ chức hầu hết các chương trình Kōhaku kể từ năm 1971, có 3 000 chỗ ngồi). Phiếu bầu này được tính một điểm.
Trong chương trình lần thứ 54 (năm 2003) và lần thứ 55 (năm 2004), người xem chương trình qua ISDB-S trên NHK BS Hi-vision có thể bầu chọn với một số phiếu trên mỗi thiết bị. Mặc dù việc tính số phiếu còn rất thủ công trong chương trình lần thứ 55, số phiếu bầu của khán giả được tính 2 điểm: một điểm cho tổng phiếu bầu của khán giả tại trường quay và một điểm cho tổng phiếu bầu của người xem thông qua ISDB-S.
Điểm của tổng phiếu bầu của khán giả sẽ được cộng vào điểm của số phiếu bầu của ban giám khảo. Đội có tổng điểm cao hơn sẽ là đội chiến thắng.
Toàn bộ quy trình bầu chọn trên được thay đổi vào chương trình lần thứ 56 (năm 2005). Thay vì phiếu bầu tính trên đầu người tại NHK Hall, tổng số phiếu bầu của người dùng điện thoại và tổng số phiếu bầu người xem thông qua ISDB-S được tính là một điểm cho mỗi loại. Như vậy, đội giành được ít nhất hai điểm sẽ là đội chiến thắng.
Trong chương trình lần thứ 57 (năm 2006), bên cạnh phiếu bầu từ điện thoại và người xem thông qua ISDB-S và khán giả ở trường quay NHK Hall, người dùng 1seg cũng có thể bầu chọn. Thể lệ chương trình cũng được chuyển lại thành hình thức bỏ phiếu kín;tính từ tổng phiếu bầu của khán giả và phiếu bầu của ban giám khảo.